# Eugenia froesii
Eugenia froesii är en myrtenväxtart som beskrevs av Mcvaugh. Eugenia froesii ingår i släktet Eugenia och familjen myrtenväxter. Inga underarter finns listade i Catalogue of Life.